# Astragalus maurus
Astragalus maurus là một loài thực vật có hoa trong họ Đậu. Loài này được (Humbert & Maire) Pau miêu tả khoa học đầu tiên.